# Isomyia ditissima
Isomyia ditissima är en tvåvingeart som först beskrevs av Walker 1861.  Isomyia ditissima ingår i släktet Isomyia och familjen Rhiniidae. Inga underarter finns listade i Catalogue of Life.